# La Jeune Fille à la flûte
 La Jeune Fille à la flûte est un tableau de l'entourage de Johannes Vermeer (huile sur toile, 20 × 17,8 cm) peint vers 1665-1670, et exposé à la National Gallery of Art de Washington.

## Description
Ce petit tableau a longtemps vu son attribution contestée. Peut-être un autre peintre a-t-il terminé la peinture inachevée. La composition est comparable à La Fille au chapeau rouge, le seul autre travail dans le style de Vermeer peint sur panneau. La veste bleu-vert avec la doublure en fourrure est également utilisée dans La Femme à la balance et Le Concert. Tout comme Fille avec un  chapeau rouge et La Jeune Fille à la perle, le modèle porte une boucle d'oreille de perle ou de verre. La Fille à la flûte est un tronie, une étude de l'expression du visage ou un caractère de stock en costume. Les toiles de ce genre étaient populaires pendant l'âge d'or de la peinture néerlandaise. Elles étaient produites en masse, nécessairement pour des clients spécifiques. Contrairement aux Portraits, les tronies étaient toujours anonymes.

## Propriétaires
Le tableau a longtemps été la propriété de Pieter van Ruijven. Il a été vendu aux enchères en 1696 à Amsterdam.